# Temporada do Sport Lisboa e Benfica de 2012–13
A temporada 2012/2013 do Sport Lisboa e Benfica começou a 18 de Agosto de 2012 com a primeira jornada da Liga Zon Sagres frente ao Sporting de Braga .
O Benfica joga também na Taça de Portugal, na Taça da Liga e na Liga Europa (depois da eliminação na Liga dos Campeões da UEFA).
Nesta temporada, o Benfica realizou boas campanhas em todas as provas que esteve inserido mas, acabou por claudicar nos momentos finais, cedendo titulos aos seus oponentes e concluindo o ano com nenhum titulo conquistado.
Campeonato:
No campeonato, os Encarnados alcançaram o segundo posto, sofrendo somente uma derrota, no Dragao(2-1). Derrota essa, sofrida no periodo de compensação, que, conjuntamente com um empate na Luz(1-1 ante o Estoril) uma semana antes, atirou o Benfica para o segundo lugar do podio, apos uma campanha passada maioritariamente na pole position.
Taça da Liga:
Contrariando a tendencia das ultimas epocas, as aguias acabaram eliminadas da Taça da Liga, pelo vencedor Braga, nas grandes penalidades onde o heroi foi o ex-benfiquista Quim.
Taça de Portugal:
Realizando uma boa prova, mesmo sem ter encontrado nenhum dos rivais, o Benfica almejou a final do Jamor, com somente 1 golo sofrido. Na final cedo se colocou a vencer, fruto do golo do argentino Nicolas Gaitan mas, perto do final, voltou a ceder, permitindo a reviravolta, entregando a Taça de Portugal ao Vitoria de Guimaraes. No final do desafio, descontente pelo resultado e pelo facto de ter sido substituido aos 70 minutos, Oscar Cardozo empurrou Jorge Jesus, na ultima imagem de uma epoca absolutamente desmotivante.
Liga dos Campeões:
Sorteadas no mesmo grupo de Barcelona, Celtic e Spartak Moscovo, as aguias tinham fortes possibilidades de avançarem para a fase a eliminar da Liga Milionaria. No entanto, nao se verificou a passagem, com o Benfica a ser rebaixado para a Liga Europa, fruto da comprometedora derrota em Moscovo, ante a equipa mais debilitada do grupo.
Liga Europa:
Os Encarnados cedo deixaram transparecer que almejavam vencer a Liga Europa. Uma vitoria na Alemanha, quebrando um longo enguiço, redundou na eliminaçao do Bayer. Nas conseguintes eliminatorias, brilhou o paraguaio Oscar Cardozo, apontando golos em todas as ditas cujas, com especial enfoque para os bis alcançados frente ao Bordeus e ao Fenerbahçe. Na final, o Benfica defrontou o Chelsea e, apesar de ter possuido maior dominio e melhores oportunidades acabou vergado novamente nos descontos, graças a um golo do servio Branislav Ivanovic.
Equipa-Tipo:
Profundamente influenciada por um estilo de futebol ofensivo, a equipa treinada por Jorge Jesus foi uma maquina de fazer golos, nao defraudando no capitulo defensivo, onde muito contribuiu a preponderancia do servio Nemanja Matic no 4X4X2 de Jesus. À frente do indiscutivel Artur Moraes(51 Jogos), actuava o raçudo Maxi Pereira(42 Jogos, 2 Golos), titular absoluto na direita e peça chave tanto no capitulo defensivo, como no capitulo ofensivo, o paraguaio Lorenzo Melgarejo(40 Jogos, 2 Golos), que se transfigurou numa especie de mal-amado dos adeptos, apos o seu recuo de extremo para lateral esquerdo, contabilizando muitos equivocos no momento defensivo. A dupla de centrais foi mormente constituida pelo irrepriensivel e sereno argentino Ezequiel Garay(46 Jogos, 3 Golos) e pelo capitao Luisao(33 Jogos, 1 Golos) que enfrentou varios meses de castigo devido a uma agressao a um arbitro alemao na pre-epoca. Na ausencia do capitao, Jardel(34 Jogos, 1 Golo) avançou para a titularidade realizando boas exibiçoes, especialmente na Liga Europa. Um meio-campo de conotaçao segura, mas balanceado para munir os alas, ficava a cargo do servio Nemanja Matic(46 Jogos, 5 Golos) que era o pendulo da equipa e do rotativo argentino Enzo Perez(47 Jogos, 4 Golos) que compensaram na plenitude as saidas, no inicio da epoca, do belga Axel Witsel e do espanhol Javi Garcia. Os experientes Carlos Martins(22 Jogos) e Pablo Aimar(21 Jogos) nao foram mais do que meras alternativas perante a intocavel dupla centrocampista. Explosivos e virtuosos, os alas do Benfica possuiram papel assertivo na estrategia de Jesus, servindo como os desiquilibradores natos e, diversas vezes, como soluçao unica no momento de desvantagem. Eduardo Salvio(51 Jogos, 14 Golos), regressado a Luz, cumpriu uma temporada de excepcional regularidade, falhando somente 5 desafios e Nicolas Gaitan(44 Jogos, 5 Golos), apesar de ter começado em ma forma, reconquistou seu lugar, alternando frequentemente com a jovem promessa Ola John(42 Jogos, 4 Golos). Os dois atacantes, a quem cabia a missao de fazer golo, tinham funçoes distintas. O Ponta-de-Lança fixava-se maioritariamente na area, esperando bolas para finalizar. Esse era o paraguaio Oscar Cardozo(47 Jogos, 33 Golos), o goleador da equipa, detentor de um potente remate, mas de uma lentidao exasperante, que obrigou Jorge Jesus a retira-lo em algumas ocasioes do Onze. O atacante mais movel, destinado a vir buscar jogo começou por ser Rodrigo(39 Jogos, 12 Golos), que tinha tido papel de destaque na preterita epoca mas uma menor eficacia em zonas de finalizaçao, bem como uma quebra visivel de confiança, empurrou o reforço Lima(49 Jogos, 30 Golos), segundo melhor marcador do campeonato para a titularidade, correspondendo na plenitude, apesar de na final da Liga Europa Jorge Jesus ter surpreendido e ter lançado o hispano-brasileiro Rodrigo em detrimento de Lima.
Figuras: 1- Nemanja Matic- 46 Jogos, 5 Golos, 17 CA, 1 CV
2- Eduardo Salvio- 51 Jogos, 14 Golos, 1 CA, 0 CV
3- Ezequiel Garay- 46 Jogos, 3 Golos, 5 CA, 0 CV

## Equipamento
- 1º - Camisola vermelha, calção branco e meias vermelhas;
- 2º - Camisola preta, calção vermelho e meias brancas.

| Equipamento casa | Equipamento fora |  |

## Uniformes dos guarda-redes
- Camisa branca, calção e meias brancas.
- Camisa dourada, calção e meias douradas.
- Camisa cinza, calção e meias cinzas.

| Cores do Time · Cores do Time · Cores do Time · Cores do Time · Cores do Time | Cores do Time · Cores do Time · Cores do Time · Cores do Time · Cores do Time | Cores do Time · Cores do Time · Cores do Time · Cores do Time · Cores do Time |  |

## Uniformes de treino
- Camisa branca, calção e meias brancas.
- Camisa vermelha, calção e meias vermelhas.

| Cores do Time · Cores do Time · Cores do Time · Cores do Time · Cores do Time | Cores do Time · Cores do Time · Cores do Time · Cores do Time · Cores do Time |  |

## Transferências

### Mercado de Verão
| Entradas - Paulo Lopes — Feirense - Luisinho — Paços de Ferreira - Ola John — Twente - Eduardo Salvio — Atlético de Madrid - Michel — Paços de Ferreira - Hugo Vieira — Gil Vicente | Saídas - Eduardo — İstanbul BB - Capdevila — Espanyol de Barcelona - Rodrigo Mora — River Plate(E) - Nélson Oliveira — Deportivo(E) |  |

## Plantel
Atualizado em 3 de Setembro de 2012. 

## Equipa técnica
| Nome             | Posição                       | Proveniente de:                  |
| ---------------- | ----------------------------- | -------------------------------- |
| Jorge Jesus      | Treinador principal           | Sporting de Braga                |
| Hugo Oliveira    | Treinador de Guarda-Redes     | Selecção Portuguesa (Sub 19)     |
| Miguel Quaresma  | Treinador-Adjunto (defesas)   | Sporting de Braga                |
| Raul José        | Treinador-Adjunto (avançados) | Sporting de Braga                |
| Minervino Pietra | Treinador-Adjunto             | Benfica (gabinete de prospecção) |
| Mário Monteiro   | Preparador-Fisico             | Sporting de Braga                |

## Classificações

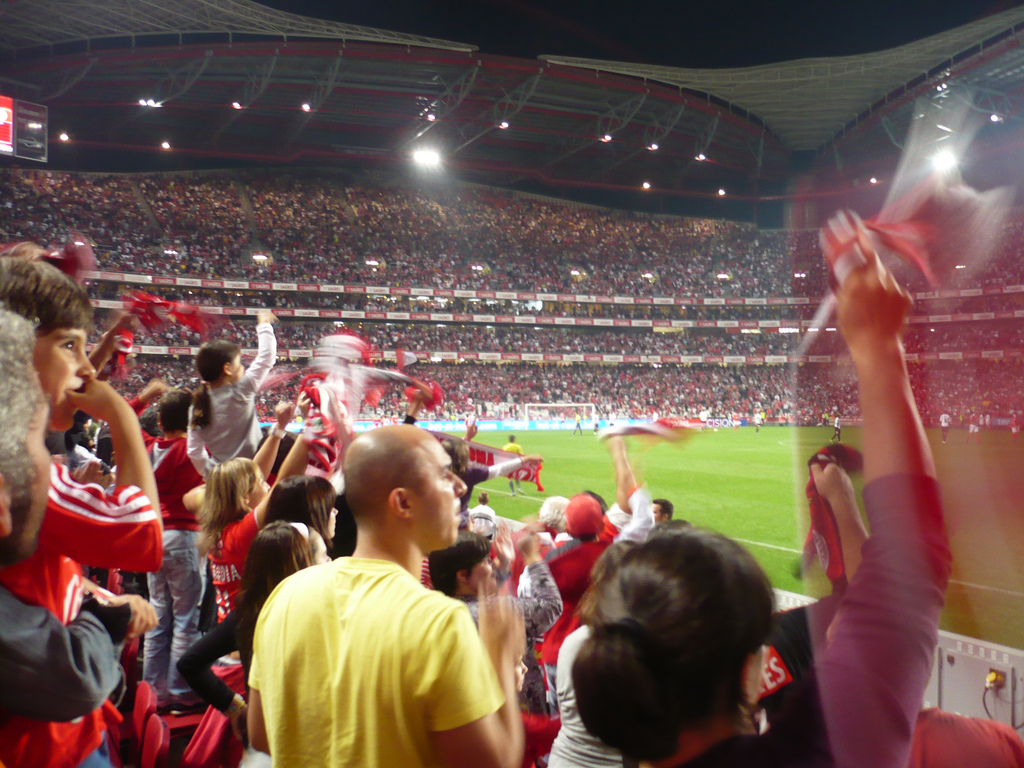
Adeptos do Benfica num jogo da Liga Zon Sagres

### Resultados por jornadas
| Jornada    | 1  | 2  | 3  | 4  | 5  | 6  | 7  | 8 | 9 | 10 | 11 | 12 | 13 | 14 | 15 | 16 | 17 | 18 | 19 | 20 | 21 | 22 | 23 | 24 | 25 | 26 | 27 | 28 | 29 | 30 |
| ---------- | -- | -- | -- | -- | -- | -- | -- | - | - | -- | -- | -- | -- | -- | -- | -- | -- | -- | -- | -- | -- | -- | -- | -- | -- | -- | -- | -- | -- | -- |
| Jogo (C/F) | C  | F  | C  | F  | F  | C  | F  |   |   |    |    |    |    |    |    |    |    |    |    |    |    |    |    |    |    |    |    |    |    |    |
| Resultado  | E  | V  | V  | E  | V  | V  | V  |   |   |    |    |    |    |    |    |    |    |    |    |    |    |    |    |    |    |    |    |    |    |    |
| Pontos     | 1  | 4  | 7  | 8  | 11 | 14 | 17 |   |   |    |    |    |    |    |    |    |    |    |    |    |    |    |    |    |    |    |    |    |    |    |
| Lugar      | 5º | 1º | 1º | 2º | 1º | 2º | 1º |   |   |    |    |    |    |    |    |    |    |    |    |    |    |    |    |    |    |    |    |    |    |    |

## Jogos da temporada

### Liga Zon Sagres
| 18 de Agosto de 2012 | Benfica                        | 2 - 2     | Braga                       | Estádio da Luz, Lisboa |
| 20:15                | Salvio 49' · Cardozo 72' (pen) | Relatório | Melgarejo 54' · Mossoró 62' | Público: 53,357        |

| 26 de Agosto de 2012 | Vitória de Setúbal | 0 - 5     | Benfica                                                    | Estádio do Bonfim, Setúbal |
| 20:15                |                    | Relatório | Rodrigo 14' 80' · Salvio 30' · Enzo Pérez 43' · Nolito 67' | Público: 10,569            |

| 2 de Setembro de 2012 | Benfica                       | 3 - 0     | Nacional da Madeira | Estádio da Luz, Lisboa |
| 20:15                 | Cardozo 50' 88' · Rodrigo 56' | Relatório |                     | Público: 34,695        |

| 23 de Setembro de 2012 | Académica de Coimbra                     | 2 - 2     | Benfica                      | Estádio Cidade de Coimbra, Coimbra |
| 20:15                  | Sam 26' (pen) · Wilson Eduardo 68' (pen) | Relatório | Cardozo 51' (pen) · Lima 86' | Público: 8,270                     |

| 28 de Setembro de 2012 | Paços de Ferreira | 1 - 2     | Benfica     | Estádio da Mata Real, Paços de Ferreira |
| 20:15                  | Cícero 6'         | Relatório | Lima 7' 71' | Público: 4,247                          |

| 6 de Outubro de 2012 | Benfica  | 2 - 1     | Beira-Mar                      | Estádio da Luz, Lisboa |
| 20:30                | Sasso 4' | Relatório | Maxi Pereira 58' · Rodrigo 60' | Público: 28,303        |

| 27 de Outubro de 2012 | Gil Vicente | 0 - 3     | Benfica                                    | Estádio Cidade de Barcelos, Barcelos |
| 20:30                 |             | Relatório | Lima 2' · Luisinho 26' · André Gomes 25+1' | Público: 4,247                       |

### Taça de Portugal
| 18 de Outubro de 2012 | Freamunde | 0 - 4     | Benfica                                               | Complexo Desportivo do SC Freamunde, Freamunde |
| 20:15                 |           | Relatório | Lima 16' · Cardozo 45' · Salvio 62' · André Gomes 74' |                                                |

### Liga dos Campeões
| 19 de Setembro de 2012 | Celtic | 0 – 0     | Benfica | Celtic Park, Glasgow                        |
| 19:45                  |        | Relatório |         | Público: 57,759 Árbitro: ITA Nicola Rizzoli |

| 2 de Outubro de 2012 | Benfica | 0 – 2     | Barcelona                 | Estádio da Luz, Lisboa                    |
| 19:45                |         | Relatório | Sánchez 6' · Fàbregas 56' | Público: 63 847 Árbitro: TUR Cüneyt Çakır |

| 23 de Outubro de 2012 | Spartak Moscovo                       | 2 – 1     | Benfica  | Estádio Lujniki, Moscou                       |
| 17:00                 | Rafael Carioca 3' · Jardel 43' (g.c.) | Relatório | Lima 32' | Público: 41 237 Árbitro: ENG Mark Clattenburg |